# Alexandra Čudinová
Alexandra Georgijevna Čudinová (rusky: Александра Георгиевна Чудина – Alexandra Georgijevna Čudina; 6. listopadu 1923 Kramskoje, Tulská oblast – 28. října 1990 Moskva, Sovětský svaz) byla sovětská všestranná atletka. Na Letních olympijských hrách v Helsinkách v roce 1952 vybojovala dvě stříbrné a jednu bronzovou medaili.
Dne 22. května 1954 v Kyjevě vytvořila výkonem 173 cm nový světový rekord ve skoku do výšky, když o jeden centimetr vylepšila tehdejší maximum Britky Sheily Lerwillové z roku 1951. V témže roce se stala ve švýcarském Bernu mistryní Evropy v pětiboji (vrh koulí, skok do výšky, běh na 200 m, 80 m překážek, skok daleký) a vybojovala stříbrnou medaili ve skoku dalekém. Mj. se též zúčastnila finále skoku do výšky (6. místo) a hodu oštěpem (5. místo).